# Brama Mariacka w Malborku
Brama Mariacka (Sztumska, Przewozowa, Marientor) – zabytkowa brama miejska w Malborku, zbudowana w XIV wieku w stylu gotyckim. Od 1948 widnieje w rejestrze zabytków.

## Historia
W 1838 pożar strawił oryginalne zwieńczenie bramy, które zastąpiono charakterystyczną nadbudówką z muru pruskiego. Na przełomie lat 1936/1937 przystąpiono do rekonstrukcji dachu według projektu mistrza budowlanego Paula Domberta. Rozebrano wieżyczkę, a bramę nakryto czterospadowym dachem, kryjącym krenelaż. Zegar umieszczono w ozdobnym krenelażu. Po II wojnie światowej zwieńczenia z 1937 nie przywrócono.
Jedynymi reliktami gotyckiego Starego Miasta w Malborku, oprócz dwóch bram miejskich (Bramy Mariackiej i Bramy Garncarskiej), pozostały: kościół farny, ratusz, fragmenty murów obronnych i mury Szkoły Łacińskiej.

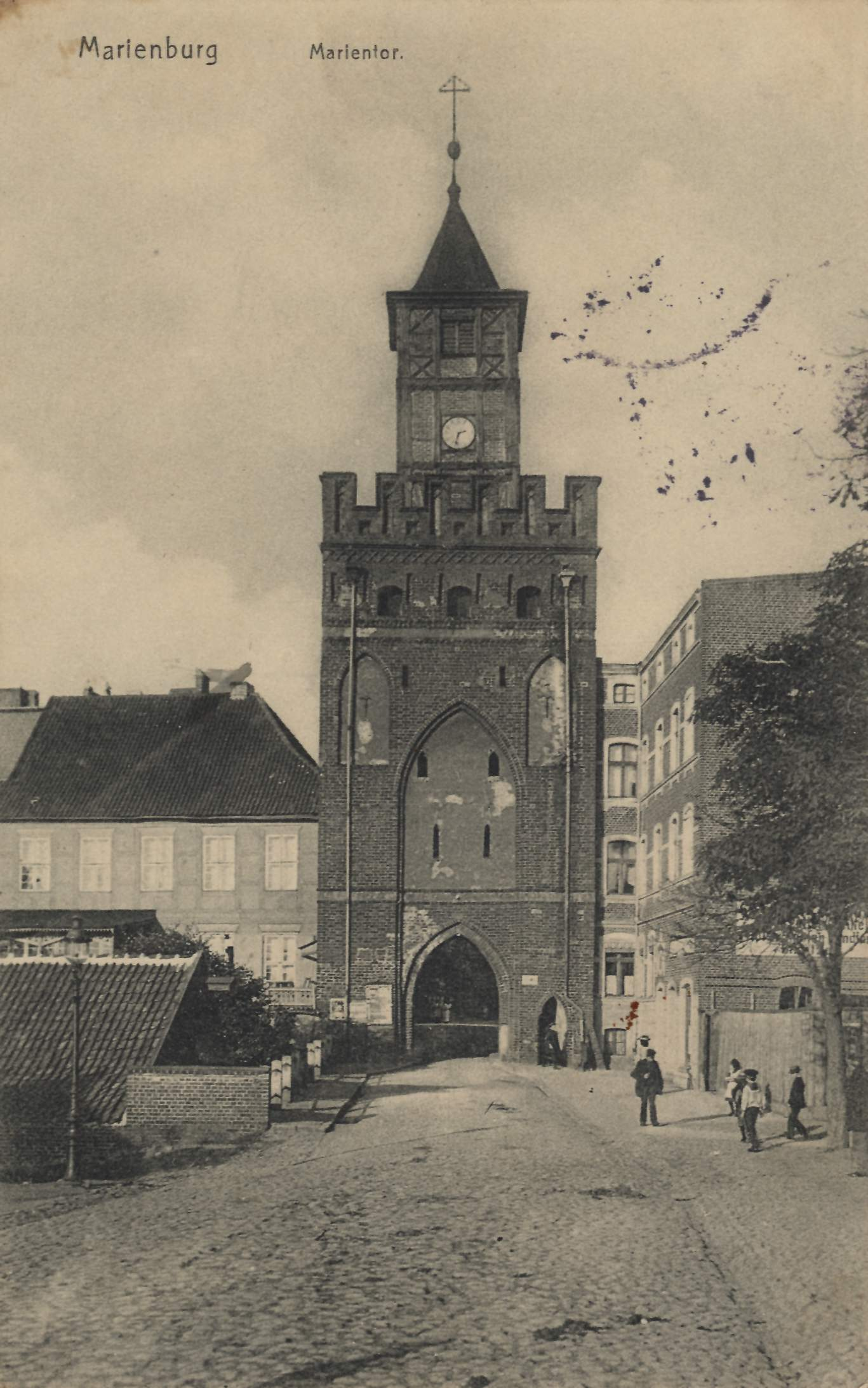
Brama Mariacka na pocztówce z 1914. Strona zewnętrzna
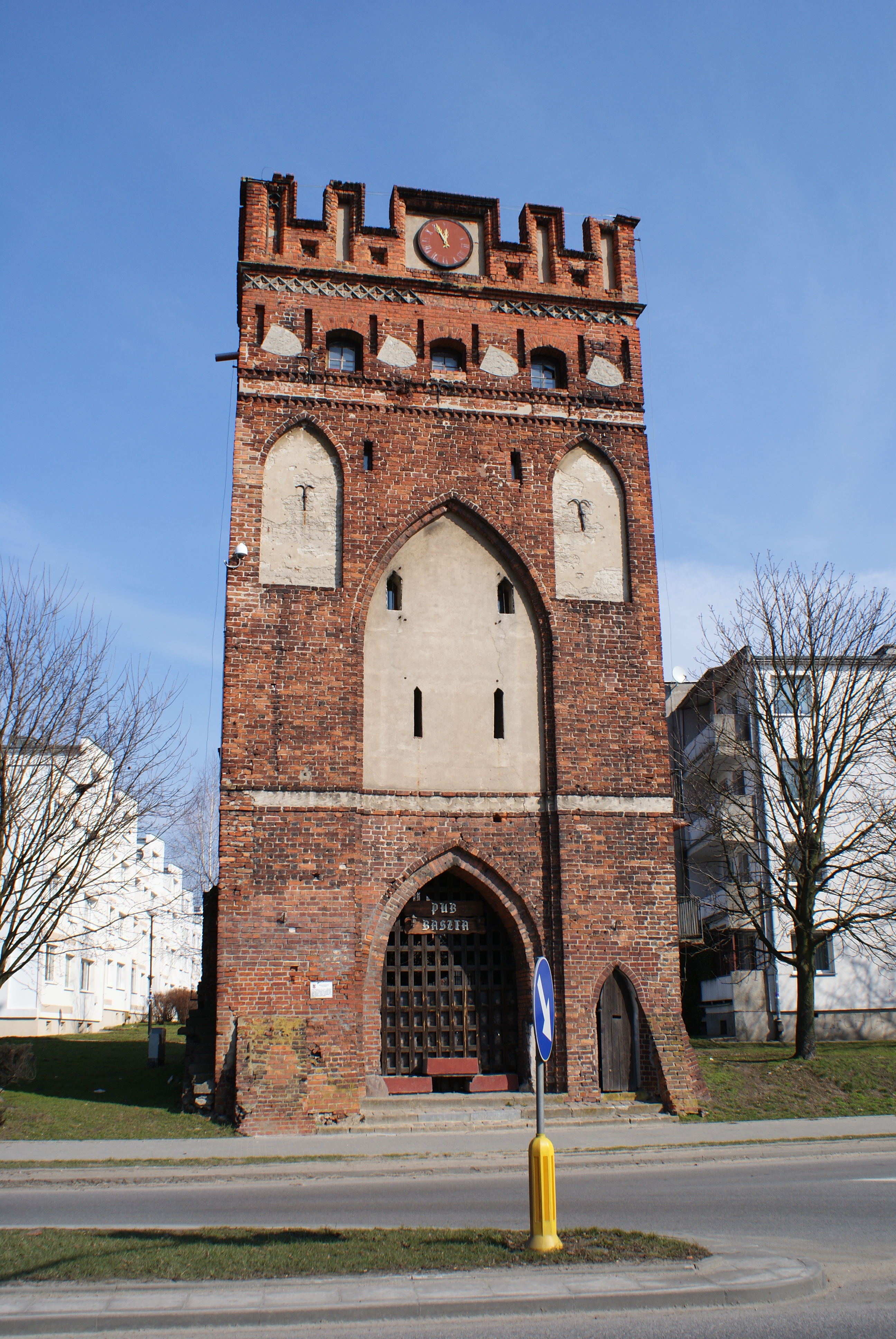
Strona zewnętrzna
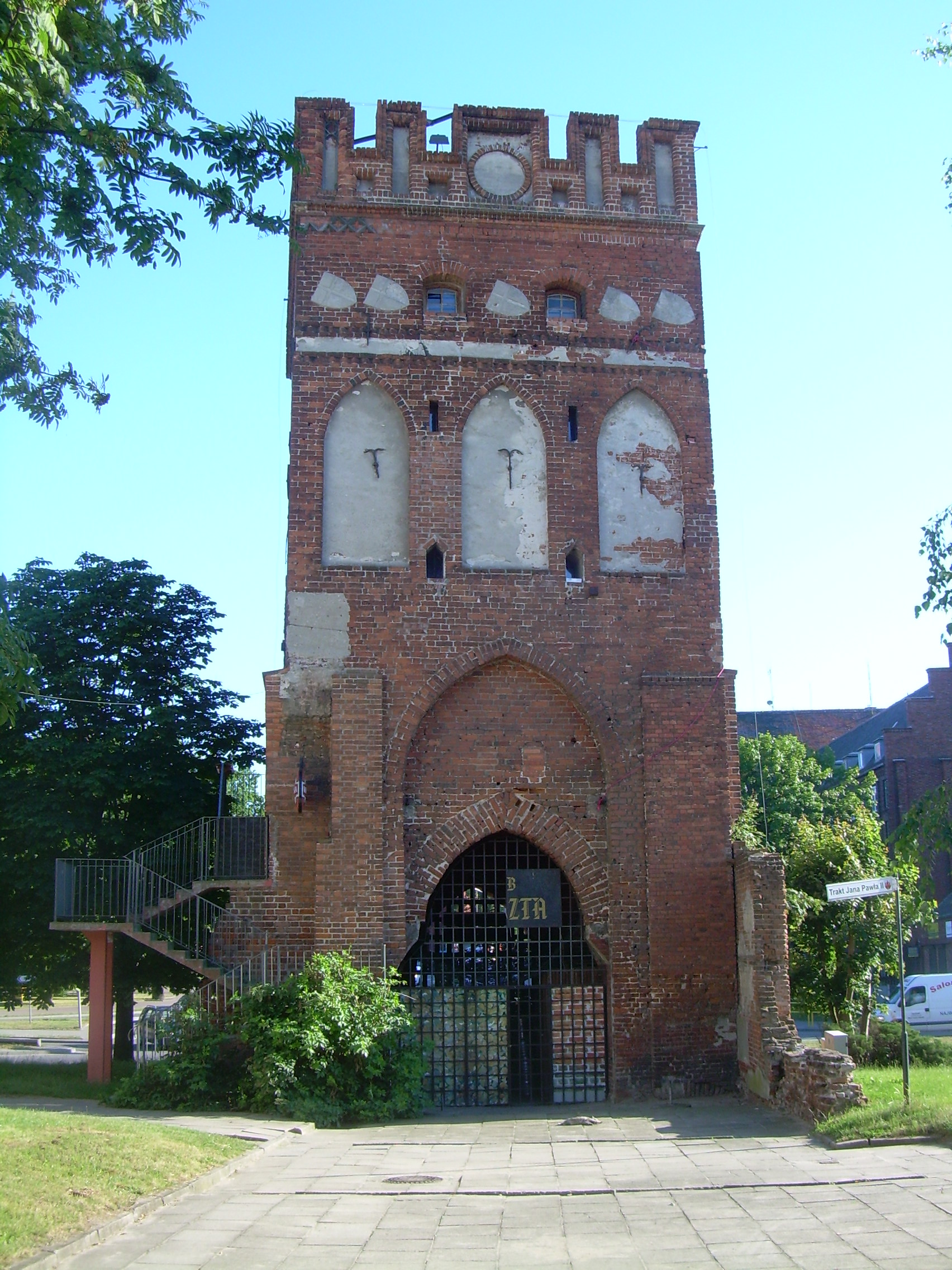
Strona wewnętrzna Bramy Mariackiej
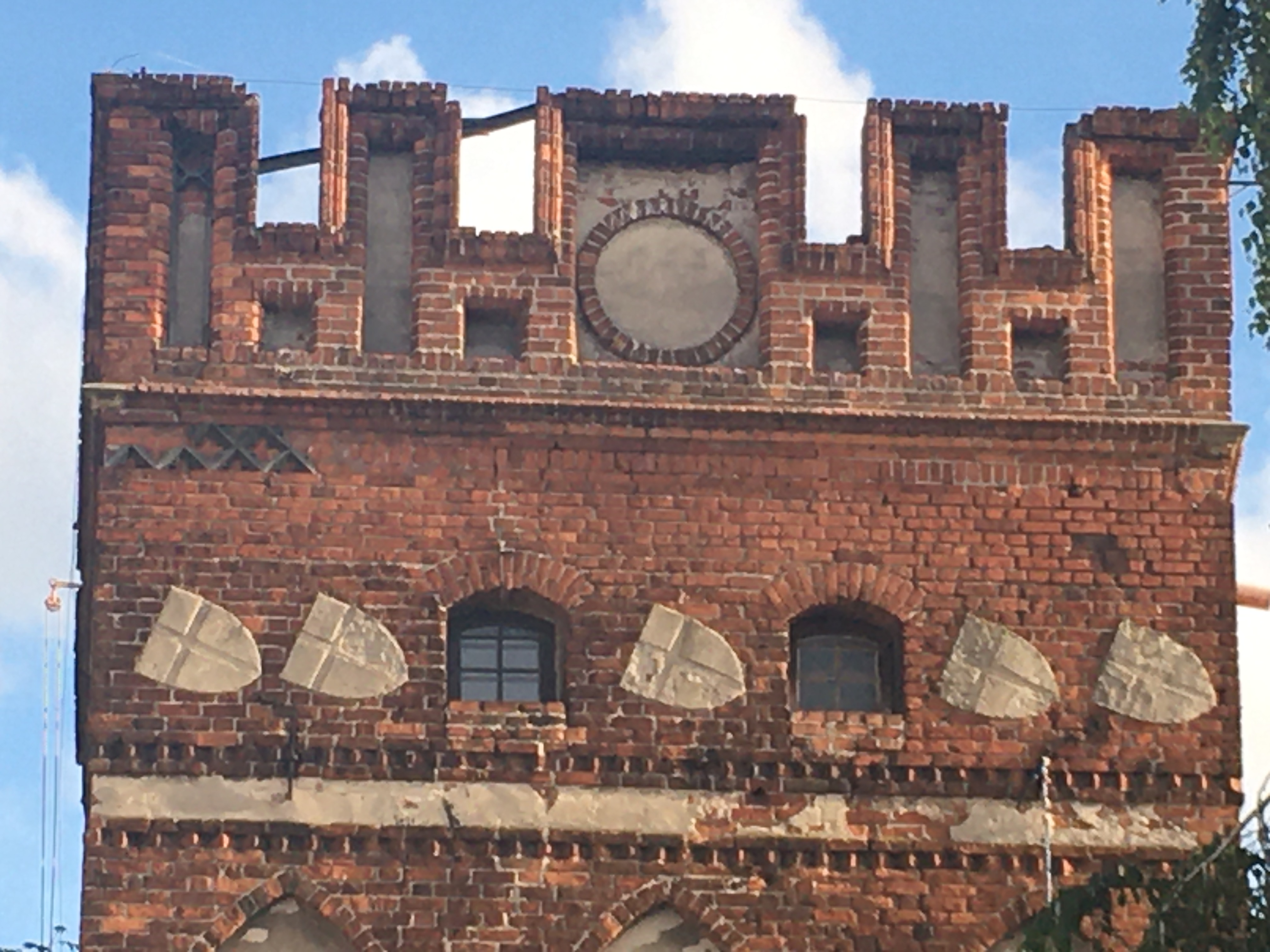